# Torre Alba
La Torre Alba o Torre Blanca,es una torre fortificada situado en la localidad zaragozana de Torralba de Ribota, España.

## Historia
Torralba de Ribota tuvo un sistema defensivo que incluía toda la población y no consta que tuviera un castillo, sin embargo, consta que tuvo muralla y esta torre, junto con la Iglesia fortificada de San Félix Mártir, formaban parte de él. Probablemente construida con motivo de la guerra de los Dos Pedros.

## Descripción
Se trata de una torre de piedra sillar, de planta rectangular de unos siete metros y medio por cinco y medio en la base y que  alcanza unos quince metros de altura. Presenta diversas aspilleras en sus muros y una de ellas con orbe para armas de fuego.
Estaba rematada con almenas, si bien hoy en día está cubierta con tejado a dos aguas. Se puede apreciar el arranque da la muralla y diversos vanos con arcos de medio punto a lo largo de su estructura.

## Catalogación
La Torre Alba está incluido dentro de la relación de castillos considerados Bienes de Interés Cultural, en virtud de lo dispuesto en la disposición adicional segunda de la Ley 3/1999, de 10 de marzo, del Patrimonio Cultural Aragonés. Este listado fue publicado en el Boletín Oficial de Aragón del día 22 de mayo de 2006.